# Shin Megami Tensei if...
Shin Megami Tensei if... (真・女神転生if...?  "Den sanna gudinnans återfödelse om...") är ett datorrollspel som utvecklades och släpptes av Atlus till Super Famicom den 28 oktober 1994, och senare portades till andra plattformar. Spelet är den tredje delen i Shin Megami Tensei-serien, som är en del av den större Megami Tensei-serien.

## Handling
Shin Megami Tensei if... är inte en direkt uppföljare till något av de tidigare spelen, utan handlar om en alternativ verklighet där händelserna i slutet av Shin Megami Tensei förflöt annorlunda. Spelaren kan välja en av två figurer att spela som: antingen den kvinnliga high school-studenten Tamaki Uchida, eller en namnlös manlig student. Spelaren kan själv välja namn till figurerna.

## Utveckling
Spelet utvecklades av Atlus till Super Famicom. Musiken komponerades av Tsukasa Masuko. Katsura Hashino hade hand om spelets Guardian-system; detta var hans första projekt hos Atlus. Enligt Cozy Okada valde de att göra Shin Megami Tensei if... som en sidoberättelse då han kände att hans personliga gräns var nådd för utveckling av Shin Megami Tensei-spel med stora världar; if... är därför mycket mindre i jämförelse med de föregående Shin Megami Tensei-spelen.

## Lansering
Spelet gavs ut av Atlus till Super Famicom den 28 oktober 1994. De gav sedan ut det till Playstation den 26 december 2002, och till IOS den 22 mars 2013. Super Famicom- och Playstation-versionerna har även givits ut digitalt: Super Famicom-versionen via tjänsten Virtual Console till konsolerna Wii och Wii U den 1 februari 2011 respektive den 16 oktober 2013; och Playstation-versionen via Playstation Network till konsolerna Playstation 3 och Playstation Portable den 8 september 2010, samt till Playstation Vita den 28 augusti 2012.
Den japanska organisationen Computer Entertainment Rating Organization har givit spelet åldersrekommendationen A, vilket innebär att det rekommenderas för alla åldrar.

## Mottagande
Den japanska speltidningen Famitsu gav Playstation-versionen betyget 28/40 i deras recension.

### Försäljning
Playstation-versionen av spelet placerade sig inte alls på den årliga topp 300-listan över bäst säljande datorspel i Japan under sitt debutår 2002.

## Musik
Ett musikalbum, Shin Megami Tensei Sound Collection, gavs ut den 5 mars 2003 av SME Visual Works. Det innehåller musik från Playstation-versionerna av Shin Megami Tensei och Shin Megami Tensei II, Super Famicom-versionen av Shin Megami Tensei if..., samt från Shin Megami Tensei: Nine.
| 1.           | Demo                               | 0:20  |
| 2.           | Title                              | 0:41  |
| 3.           | Dream                              | 1:36  |
| 4.           | Home                               | 1:14  |
| 5.           | Pascal                             | 1:30  |
| 6.           | Kichijoji                          | 0:44  |
| 7.           | Shopping Center                    | 0:34  |
| 8.           | Neutral                            | 0:36  |
| 9.           | Embassy                            | 1:43  |
| 10.          | Shop                               | 1:31  |
| 11.          | Terminal                           | 0:29  |
| 12.          | Palace of the Four Heavenly Kings  | 1:34  |
| 13.          | Encounter                          | 0:38  |
| 14.          | Battle                             | 1:34  |
| 15.          | Level Up                           | 0:42  |
| 16.          | Law                                | 0:58  |
| 17.          | Ginza                              | 2:09  |
| 18.          | Heretic Mansion                    | 3:08  |
| 19.          | Fusion                             | 1:19  |
| 20.          | Shibuya                            | 3:03  |
| 21.          | Boss                               | 2:01  |
| 22.          | Game Over                          | 1:21  |
| 23.          | Castle Ruins                       | 1:56  |
| 24.          | Chaos                              | 0:36  |
| 25.          | Cathedral                          | 2:20  |
| 26.          | Epilogue                           | 1:37  |
| 27.          | Ending                             | 3:23  |
| 28.          | Evil People                        | 3:34  |
| 29.          | Title Demo                         | 1:36  |
| 30.          | Encounter (Akira Chapter)          | 0:21  |
| 31.          | Battle (Akira Chapter)             | 2:00  |
| 32.          | Level Up (Akira Chapter)           | 0:29  |
| 33.          | Boss (Akira Chapter)               | 2:59  |
| 34.          | Old Enemy (Akira Chapter)          | 3:23  |
| 35.          | Ending                             | 2:50  |
| 36.          | Staff Roll                         | 3:13  |
| 37.          | Karukosaka Senior High School Song | 8:18  |
| Total längd: | Total längd:                       | 67:37 |

| 1.           | Title Demo            | 1:03  |
| 2.           | Title                 | 0:31  |
| 3.           | Gym                   | 0:49  |
| 4.           | 3D: Virtual Battler   | 0:39  |
| 5.           | Shop                  | 0:50  |
| 6.           | 3D: Valhalla          | 0:34  |
| 7.           | Neutral               | 1:03  |
| 8.           | 2D: Field             | 0:50  |
| 9.           | Encounter             | 0:32  |
| 10.          | Battle                | 3:14  |
| 11.          | Level Up              | 0:33  |
| 12.          | Memory Recovery       | 0:40  |
| 13.          | 3D: Center            | 3:00  |
| 14.          | Law                   | 1:00  |
| 15.          | Heretic Mansion       | 1:58  |
| 16.          | Demon Fusion          | 0:43  |
| 17.          | 2D: Siren             | 0:43  |
| 18.          | 3D: Underground World | 2:43  |
| 19.          | Mid-Boss Battle       | 1:48  |
| 20.          | Chaos                 | 3:32  |
| 21.          | Casino                | 1:08  |
| 22.          | Terminal Point        | 1:04  |
| 23.          | Disco                 | 2:31  |
| 24.          | 2D: Hell              | 2:17  |
| 25.          | 3D: Hell              | 2:06  |
| 26.          | Heroine               | 1:57  |
| 27.          | Major Boss Battle     | 2:54  |
| 28.          | Game Over             | 2:25  |
| 29.          | Alice                 | 2:40  |
| 30.          | Boss Battle System    | 2:05  |
| 31.          | Kichijoji             | 1:44  |
| 32.          | Harujuku              | 1:44  |
| 33.          | Shibuya               | 1:30  |
| 34.          | Last Boss Battle      | 1:57  |
| Total längd: | Total längd:          | 54:47 |